# 圆叶豺皮樟

圆叶豺皮樟（学名：Litsea rotundifolia），为樟科木姜子属下的一个种。